# Herbert Chipp
Herbert Chipp (4. januar 1850 i Hampstead, England – 25. august 1903 i Ely, England) var en engelsk tennisspiller.
Chipp deltog i Wimbledon-mesterskaberne i perioden 1882-1900, og i 1884 nåede ham semifinalen i all comers-turneringen, hvor han tabte 5-7, 4-6, 4-6, til Herbert Lawford.
I 1898 udgav han bogen Lawn Tennis Recollections, og han bidrog til J.M. Heathcote's bog Tennis; Lawn Tennis, Rackets; Fives. Han blev også den første sekretær for Lawn Tennis Association.